# Indonesian Aerospace N-219
Indonesian Aerospace N-219 je 19-sedežno dvomotorno turbopropelersko potniško letalo, ki ga je zasnovalo podjetje Indonesian Aerospace.N-219 je bil razvit na podlagi CASA C-212 Aviocar. N-219 ima dobre STOL sposobnosti, vzleti in pristane lahko na 500-600 metrskih stezah. Lahko se bo uporabljal tudi kot vojaško letalo. 

## Specifikacije
Podatki iz Manufacturer
Splošne značilnosti
- Posadka: 2
- Število sedežev: 19 potnikov
- Dolžina: 54 ft 1 in (16,49 m)
- Razpon kril: 64 ft 0 in (19,5 m)
- Višina: 20 ft 3 in (6,18 m)
- Teža praznega letala: 9.500 lb (4.309 kg)
- Maks. vzletna teža: 15.498 lb (7.030 kg)
- Pogon letala: 2 × Pratt & Whitney Canada PT6A-42 turbopropa, 850 shp (630 kW)  vsak
- Propelerji: št. lopatic: 4 Hartzell Propeller

Zmogljivost
- Potovalna hitrost: 210 kn (242 mph; 389 km/h)
- Hitrost pri porušitvi vzgona: 59 kn (68 mph; 109 km/h)
- Doseg: 840 nmi (967 mi; 1.556 km)
- Višina leta (servisna): 10.000 ft (3.000 m) normalna višina, največja višina: 24000 ft (7315 m)
- Hitrost vzpenjanja: 1.938 ft/min (9,85 m/s)